# Richard Milian
Richard Milian (Cànoes, 31 de març del 1960) és un torero rossellonès retirat que també es dedicà a la formació de noves vocacions a la tauromàquia.

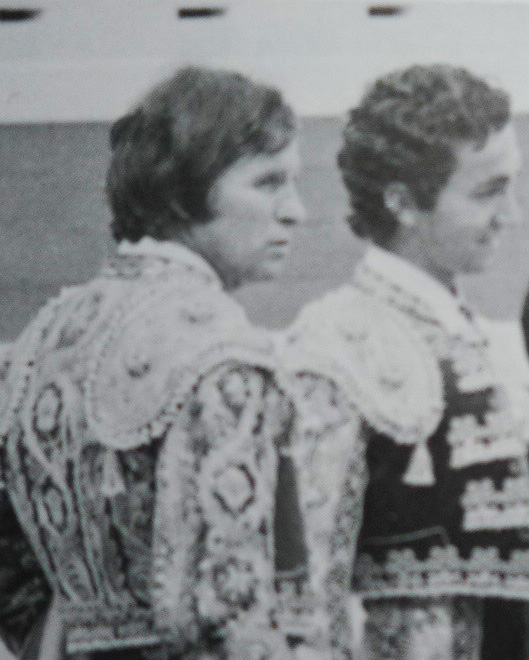
Richard Milian (a la dreta) prenent l'alternativa a Dax, amb El Cordobes de testimoni

Fill d'un pare torero frustrat, Richard començà la seva carrera als catorze anys, participant en espectacles de "toro-piscina" a la plaça de braus de Canet de Rosselló d'on el seu pare era guardià.
Quan prengué l'alternativa el 1981 a Dax, amb Paco Camino de padrí, ja havia participat a 71 curses de braus novells amb alguns èxits. A la temporada següent el seu coratge es va fer remarcar, i se li reservaren els braus més grossos i més banyuts. En disminuir les oportunitats per torejar a Espanya, es traslladà a Colòmbia, i a Medellín referendà l'alternativa el 23 d'agost del 1983 amb El Cali (Enrique Calvo) i El Villano (Arturo Villa). Confirmà a Madrid la seva alternativa francesa, amb Juan Antonio Esplà de mentor el 1984; fins al 16 de novembre del 1997 no ho feu a Mèxic. S'especialitzà en bous de la ramaderia Miura, als que s'enfrontà amb un valor que li valgué el respecte del públic. També va ser un banderiller de qualitat, que posava les banderilles "al quiebro" (una forma en què el torero afronta la càrrega del brau, per esquivar-la al darrer moment apartant el cos de la línia de cursa).
El 2001 es retirà a la seva propietat del departament de les Landes. En l'actualitat (2012es dedica a la representació i a la formació de toreros a la seva escola "Adour Aficion" (Caunar), d'on han sortit deixebles com Thomas Dufau, Mathieu Guillon i Louis Husson.
El compositor Abel Moreno li dedicà el pasdoble “Richard Milian”.

## Carrera
- 29 d'agost del 1976 - Debut en una cursa sense picadors a Sant Cebrià de Rosselló
- 17 de juliol del 1977 - Debut amb picadors a Vichèi, amb vedells de les ramaderies de François André i Hubert Yonnet
- 2 d'agost del 1979 - Debut a Barcelona
- 1979 - Premi "Zapato de Oro", a Arnedo
- 21 d'abril del 1980 - Presentació a Sevilla, amb Mario Triana i Pepe Luis Vasquez al cartell
- 5 de juny del 1980 - Presentació a Madrid, amb bous de Bernardino Jiménez
- 5 de juliol del 1981 - Alternativa a Dax, amb Paco Camino de padrí i El Cordobés de testimoni. El primer toro que va matar va ser Jacaranda, de la ramaderia de Salvador Domecq.
- 23 d'agost del 1983 - Confirmació colombiana de l'alternativa, a Medellín.
- 24 de juliol del 1984 - Confirmació a Madrid de l'alternativa francesa. Actuà de padrí Juan Antonio Esplá (germà petit de Luis Francisco Esplá) i feu de testimoni Luis Reina. El toro fou Impostor, de la ramaderia Martinez Uranga.
- 16 de novembre del 1997 - Confirmació mexicana de l'alternativa, amb Humberto Flores de padrí i Denis Loré i El Conde[6] de testimonis; toro Bordales van ser de la ramaderia Ranco seco.
- 2001 - Retirada del toreig en actiu

## Obres
- Richard Milian Richard le Cóquerant Toulouse: Edition Richard Milian, 2000 (autobiogràfica)